# NGC 568
NGC 568 é uma galáxia elíptica (E-S0) localizada na direcção da constelação de Sculptor. Possui uma declinação de -35° 43' 03" e uma ascensão recta de 1 horas, 27 minutos e 56,9 segundos.
A galáxia NGC 568 foi descoberta em 29 de Novembro de 1837 por John Herschel.